# Томаш Чижек
Томаш Чижек (чеськ. Tomáš Čížek, нар. 27 листопада 1978, Дєчін) — чеський футболіст, що грав на позиції півзахисника.

## Ігрова кар'єра
Народився 27 листопада 1978 року в місті Дєчін і почав займатися футболом у клубі «Пелікан» з рідного міста. У віці 13 років він перейшов до «Тепліце», але повернувся до Дечіна лише через один сезон. У 1995 році півзахисник перейшов у «Яблонець». На початку сезону 1997/98 Чижек був відданий в оренду своєму колишньому молодіжному клубу «Пелікан», але повернувся під час зимової перерви. У другій половині сезону він дебютував за «Яблонець», а у наступному сезоні Чижек грав все частіше і з 1999 року був постійним гравцем півзахисту.

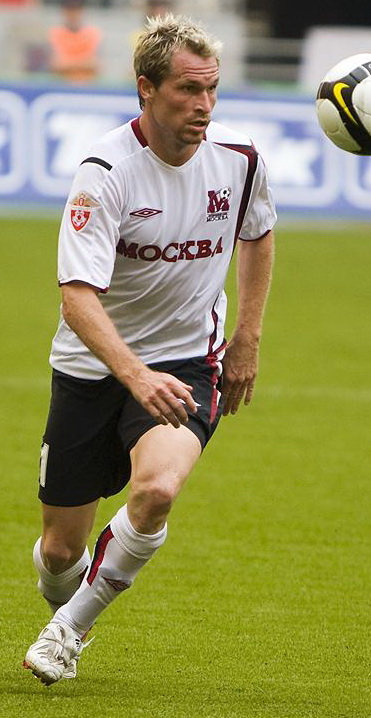
Томаш Чижек під час виступів за «Москву». 2008 рік.

На початку 2002 року Чижек нарешті перейшов у празьку «Спарту» за 11,5 мільйонів крон. У празькому клубі спочатку грав регулярно, але в першій половині сезону 2002/03 він все частіше сидів на лавці запасних, тому у лютому 2003 року Чижек разом із одноклубником Їржі Новотним підписав контракт з російським клубом «Рубін» на три роки. Він дебютував у Прем'єр-лізі 16 березня у виїзній грі проти московського ЦСКА (0:4). Чижек вийшов у стартовому складі «Рубіна», а свій перший гол за клуб забив у червневому матчі проти «Ростова» (5:0). У рік свого дебюту казанський клуб відразу ж завоював бронзові медалі чемпіонату Росії, і чеські легіонери у його складі відіграли помітну роль. Завдяки цьому клуб зіграв у Кубку УЄФА 2004 року. 2005 рік він також провів у складі казанського клубу, посівши 4 місце в Прем'єр-лізі.
На початку 2006 року він перейшов у «Москву» за півмільйона євро і за підсумками сезону посів 6-е місце в Прем'єр-лізі. У складі клубу провів наступні три роки своєї кар'єри гравця. Більшість часу, проведеного у складі «городян», був основним гравцем команди.
Наприкінці 2008 року Чижек повернувся до Чехії, де підписав контракт із клубом «Бауміт» (Яблонець). У чемпіонаті Чехії він зіграв за свій клуб у двох матчах, у кожному з яких забив по м'ячу, але ще до закриття трансферного вікна на початку березня 2009 року Чижек повідомив про своє повернення в Росію та підписання контракту з владикавказькою «Аланією», яка виступала у Першому дивізіоні. За домовленістю з президентом клубу «Бауміт» при надходженні гарної пропозиції з-за кордону, той не став чинити перешкод гравцеві. Однак 29 вересня 2009 року Чижека було відраховано з російського клубу у зв'язку з невідповідністю його вимогам. Загалом за владикавказький клуб Чижек провів 29 матчів, у яких забив 6 м'ячів. Того ж дня Томаш підписав нову угоду з «Баумітом», де дограв до кінця року. 
На початку 2010 року Чижек вчергове повернувся до Росії, де приєднався до новосибірського клубу «Сибір», яка за підсумками сезону 2009 завоювала право виступати в Прем'єр-лізі. За підсумками сезону 2010 року вилетів з командою з вищого дивізіону, але залишився у команді ще на рік.
Влітку 2012 року Томаш знову повернувся у «Бауміт» (Яблонець). 10 березня 2013 року він забив два м'ячі в матчі чемпіонату проти празької «Спарти» (2:2), в якій його клуб був близький до перемоги, ведучи 2:0, але «Спарті» вдалося зрівняти рахунок наприкінці матчу. 17 травня 2013 року він виграв з «Баумітом» Кубок Чехії, вигравши фінальний матч проти «Млади-Болеслав» у серії пенальті. Через два місяці він виграв з командою і Суперкубок Чехії, обігравши «Вікторію» (Пльзень).
У червні 2015 року перейшов у статусі вільного агента до клубу «Богеміанс 1905», за який відіграв 2 сезони. Завершив професійну кар'єру футболіста виступами за команду «Богеміанс 1905» на початку 2017 року.

## Титули і досягнення
- Володар Кубка Чехії (2):

«Бауміт» (Яблонець): 1997/98, 2012/13
- Володар Суперкубка Чехії (1):

«Бауміт» (Яблонець): 2013